# Szczelina nad Dziurą w Wantach II
Szczelina nad Dziurą w Wantach II – jaskinia, a właściwie schronisko, w Dolinie Małej Łąki w Tatrach Zachodnich. Wejście do niej znajduje się w grzędzie skalno-trawiastej, położonej między Wielką Turnią i Pośrednią Małołącką Turnią, powyżej jaskini Dziura w Wantach, na wysokości 1791 metrów n.p.m. Długość jaskini wynosi 5,5 metrów, a jej deniwelacja 4 metry.

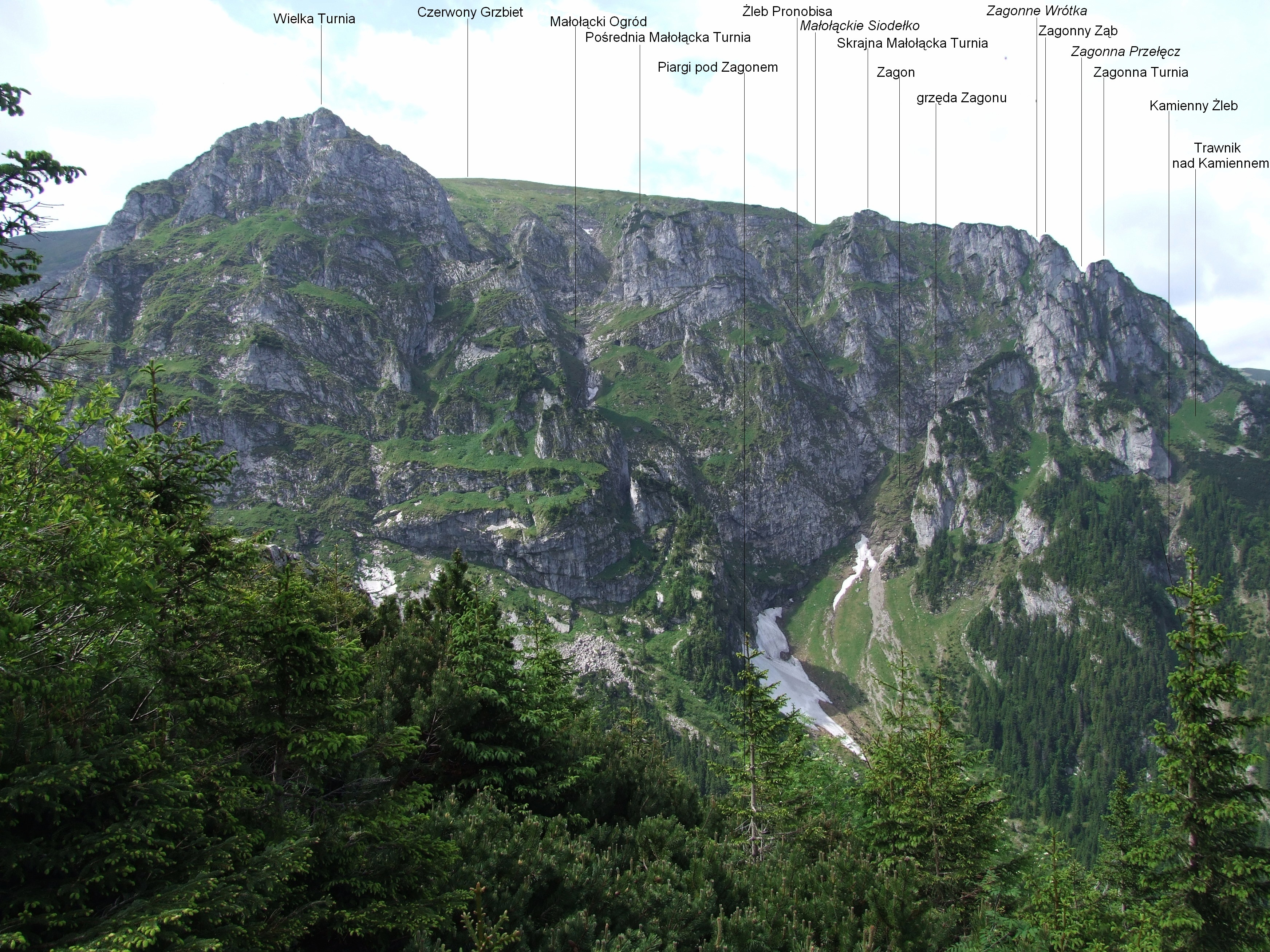
Pośrednia Małołącka Turnia i Wielka Turnia od strony Doliny Małej Łąki

## Opis jaskini
Jaskinię stanowi duża, szczelinowa sala do której schodzi się, od bardzo ciasnego otworu wejściowego, korytarzem po dużych wantach tworzących prożki. Sala ma pochyłe dno i kończy się zawaliskiem.

## Przyroda
W jaskini można spotkać małe stalaktyty i polewy naciekowe. Ściany są wilgotne, roślinność występuje tylko przy otworze i w górnej części sali.

## Historia odkryć
Jaskinię odkrył D. Lermer w 1977 roku. Jej pierwszy plan i opis sporządziła I. Luty przy pomocy odkrywcy w 1999 roku.